# Bahnstrecke Carnia–Tolmezzo–Villa Santina
| Zug auf der But-Brücke |                      |                                               |                                               |
| Bahnstrecke |                      |                                               |                                               |
| Spurweite: | 1435 mm (Normalspur) |                                               |                                               |
| Maximale Neigung: | 14 ‰                 |                                               |                                               |
| Minimaler Radius: | 300 m                |                                               |                                               |
| |                      |                                               |                                               |
| \| \| \| Pontafelbahn von Udine \| \| \| \| 0,000 \| Carnia \| 259 m \| \| \| \| \| \| \| \| \| Pontafelbahn nach Tarvisio Boscoverde \| \| \| \| 3,7,00 \| Amaro \| 320 m \| \| \| \| Fella \| \| \| \| 10,952 \| Tolmezzo \| 305 m \| \| \| \| Tolmezzo–Paluzza–Moscardo (750 mm; 1915–1931) \| \| \| \| \| Tolmezzo Zona Industriale \| \| \| \| \| But (Fluss) \| \| \| \| 12,550 \| Caneva di Tolmezzo \| Caneva di Tolmezzo \| \| \| 19,322 \| Villa Santina \| 360 m \| \| \| \| Villa Santina–Comeglians (750 mm; 1915–1931) \| \| |                      |                                               |                                               |
| |                      | Pontafelbahn von Udine                        |                                               |
| Bahnhof · Kopfbahnhof Streckenanfang | 0,000                | Carnia                                        | 259 m                                         |
| |                      |                                               |                                               |
| Strecke nach rechts · Strecke |                      | Pontafelbahn nach Tarvisio Boscoverde         | Pontafelbahn nach Tarvisio Boscoverde         |
| Haltepunkt / Haltestelle | 3,7,00               | Amaro                                         | 320 m                                         |
| Brücke über Wasserlauf |                      | Fella                                         | Fella                                         |
| Kopfbahnhof Streckenanfang · Bahnhof | 10,952               | Tolmezzo                                      | 305 m                                         |
| Strecke nach rechts (außer Betrieb) · Strecke |                      | Tolmezzo–Paluzza–Moscardo (750 mm; 1915–1931) | Tolmezzo–Paluzza–Moscardo (750 mm; 1915–1931) |
| Abzweig geradeaus und von links |                      | Tolmezzo Zona Industriale                     | Tolmezzo Zona Industriale                     |
| Brücke über Wasserlauf |                      | But (Fluss)                                   | But (Fluss)                                   |
| Haltepunkt / Haltestelle | 12,550               | Caneva di Tolmezzo                            | Caneva di Tolmezzo                            |
| Kopfbahnhof Streckenanfang · Kopfbahnhof Streckenende | 19,322               | Villa Santina                                 | 360 m                                         |
| |                      | Villa Santina–Comeglians (750 mm; 1915–1931)  |                                               |

Die Bahnstrecke Carnia–Tolmezzo–Villa Santina, auch Carnica-Bahn, ist eine etwa 19 Kilometer lange Eisenbahnstrecke in der Region Friaul-Julisch Venetien in Italien. Sie wurde am 9. Mai 1910 eröffnet und bis 1968 betrieben. Der Personenverkehr wurde bereits am 11. Mai 1960 eingestellt.
Im Jahr 1990 wurde die Strecke von Carnia als Anschlussgleis für das Industriegebiet Tolmezzo reaktiviert, jedoch Anfang des Jahres 2000 wieder stillgelegt. Die Bahnstrecke ist weitgehend erhalten, aber ohne Betrieb.

## Verlauf
Die Strecke beginnt im Bahnhof Carnia (Ortsteil von Venzone) an der Pontafelbahn (Udine–Pontebba–Tarvisio–Arnoldstein) und zweigt wenige Meter nördlich des Bahnhofes mit einer Linkskurve der Strecke nach Tarvis ab. Sie überquert nach etwa vier Streckenkilometern auf einer Brücke die Fella und erreicht den Haltepunkt Amaro.
Die Strecke führt weiter bergauf und nach zwei Tunneln etwa einen Kilometer bergab; danach beginnt wieder ein Anstieg bis zum ehemaligen Pulverlager Pissebùs. Das Ende der heutigen Strecke befindet sich im Industriegebiet von Tolmezzo, wo ein Anschlussgleis die Papierfabrik und andere Unternehmen bediente.
Ursprünglich führte die Strecke weiter bis Villa Santina, wo zeitweise Anschlussmöglichkeit an die Schmalspurbahn Villa Santina–Comeglians bestanden hatte.

## Geschichte

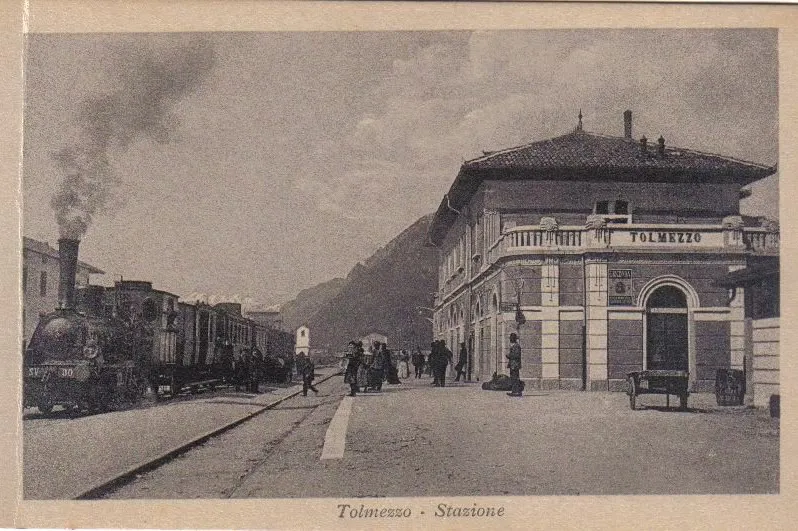
Tolmezzo Stazione

Die Strecke entstand als Teil einer nie realisierten alpinen Querverbindung zwischen Venetien und Friaul. Die Konzession für den Bau und Betrieb der Bahnstrecke wurde der Società Veneta im Jahr 1906 für eine Dauer von 70 Jahren erteilt. Die Konzessionsurkunde sah einen staatlichen Beitrag von 4.800 Lire pro Kilometer und Jahr sowie einen Beitrag der Provinz Udine von 12.000 Lire jährlich für 35 Jahre vor.

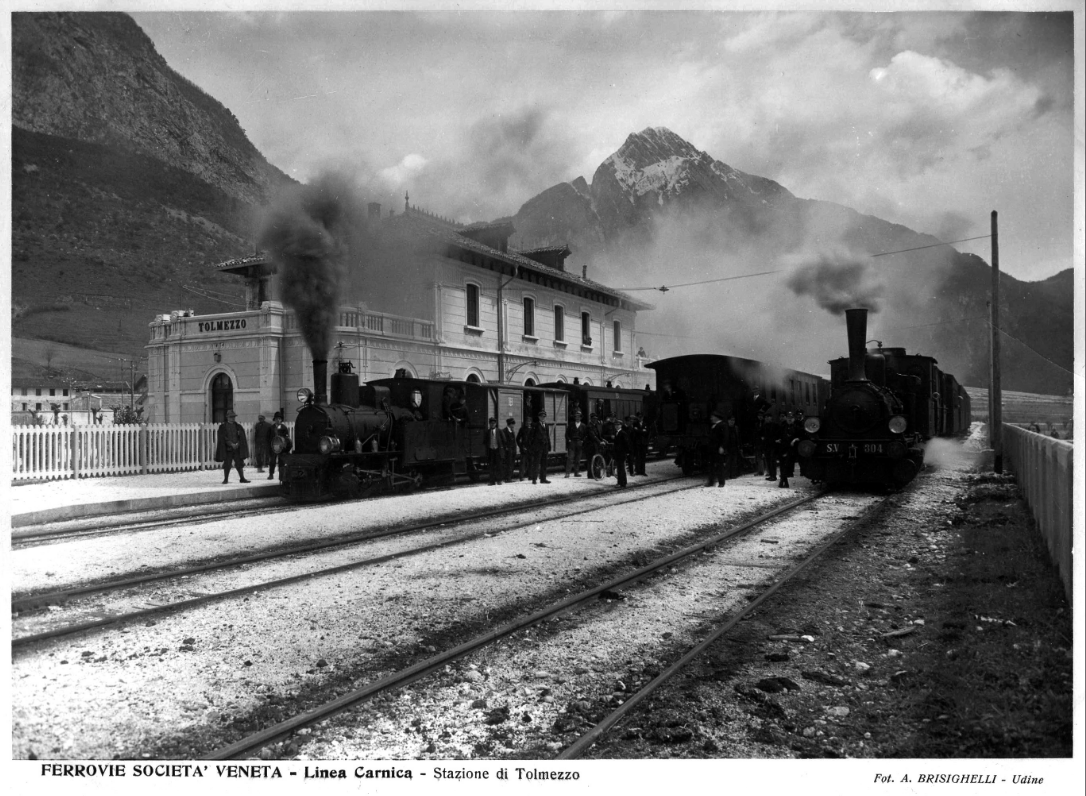
Dampflokomotiven im Bahnhof Tolmezzo

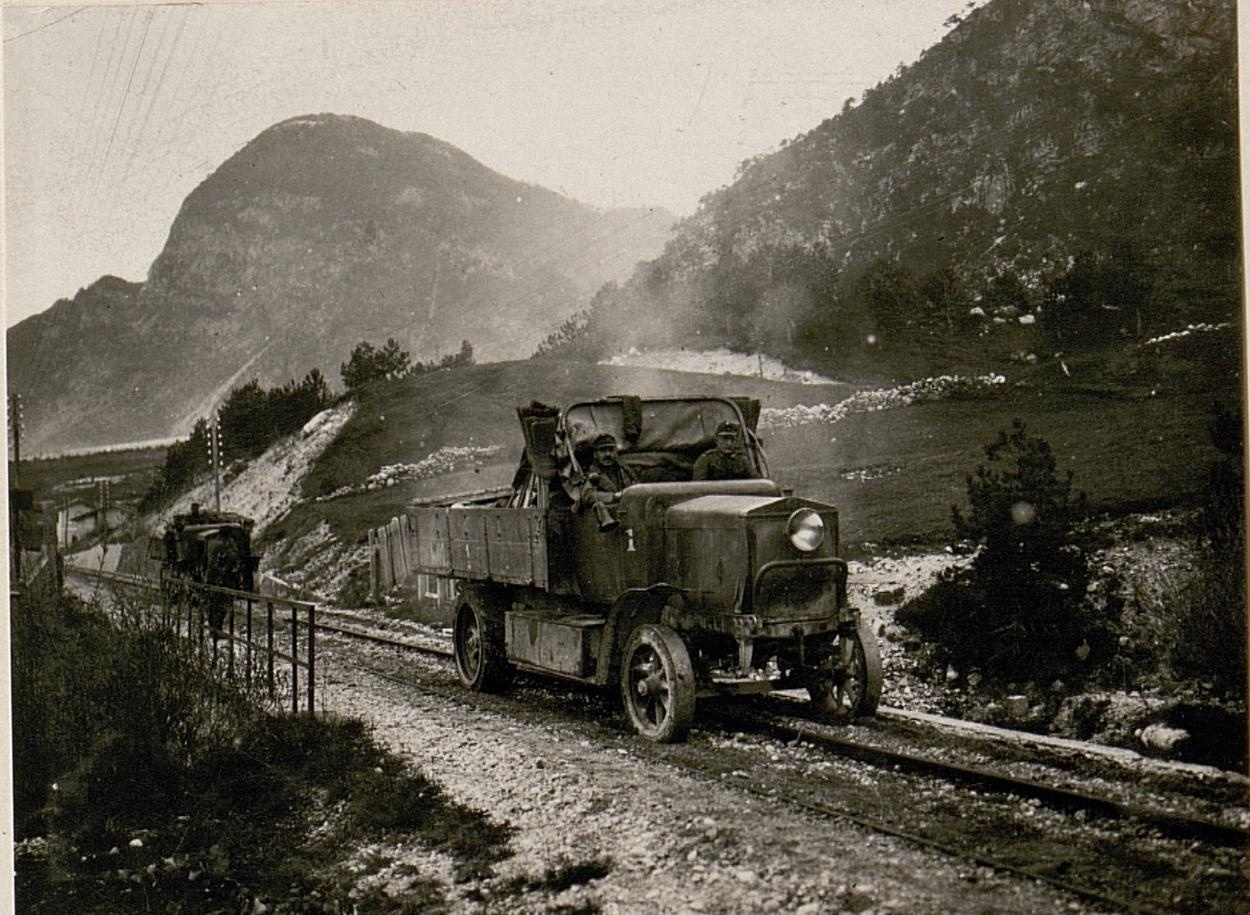
Österreichisch-Ungarische Soldaten in einem Automobil auf der Bahnstrecke im Ersten Weltkrieg

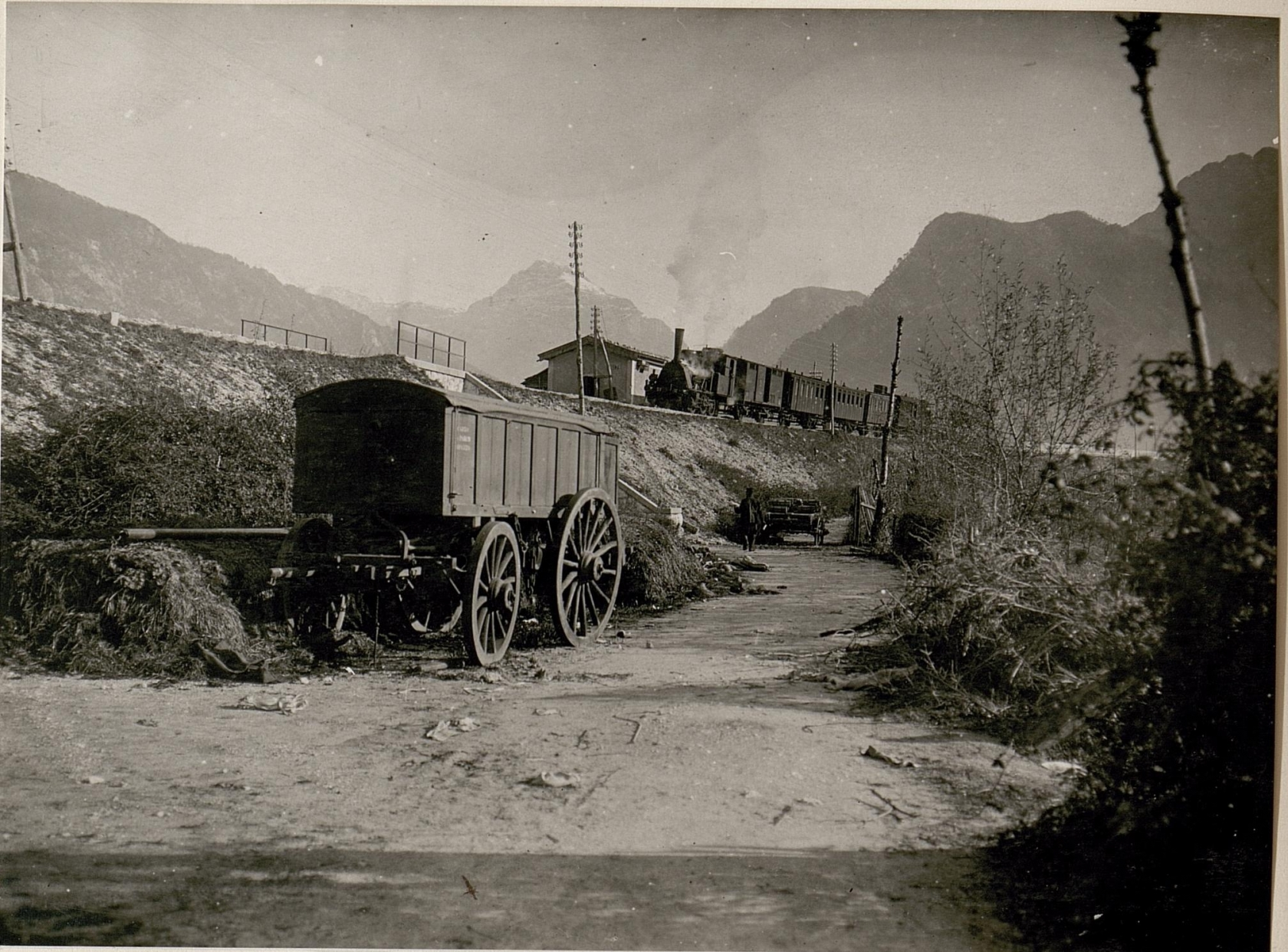
Zug während der Besetzung durch Österreich-Ungarn. In Bildmitte ist eine der Originallokomotiven gleich preußische T3 zu erkennen.

Im Ersten Weltkrieg war die Strecke zeitweise in der Hand der Truppen von Österreich-Ungarn. Das k.u.k. Kriegspressequartier veröffentlichte dazu auch einige Bilder.
Der Personen- und Güterverkehr wurde bis zum Ende des Zweiten Weltkriegs regelmäßig durchgeführt und verzeichnete während der beiden Weltkriege ein erhebliches Verkehrsaufkommen. Von besonderer Bedeutung war der Holztransport und ab den 1930er Jahren der gesamte Materialverkehr zur und von der Papierfabrik in Tolmezzo. Nach dem Zweiten Weltkrieg begann der Niedergang der Strecke: Bereits ab 1955 begann die FS, einige Zugverbindungen durch Busse zu ersetzen, die ab dem 23. Juni 1958 den Personenverkehr endgültig ablösten; der Güterverkehr zu den Papierfabriken in Tolmezzo wurde am 23. November 1967 eingestellt.
Nach dem Erdbeben im Friaul 1976, das die Region schwer traf, wurde zur Förderung des industriellen Wiederaufbaus der Karnischen Region und des gesamten oberen Friauls die teilweise Wiederherstellung der Strecke für den reinen Güterverkehr bis Tolmezzo geplant. Ein neues Terminal im Industriegebiet wurde errichtet und die Strecke 1987 wiedereröffnet; in den folgenden zehn Jahren versorgte die Strecke die Papierfabrik mit Rohstoffen, doch die Überschwemmungen in der Karnischen Region im Jahr 1998 machten die Strecke unbefahrbar und führten zur endgültigen Einstellung des Betriebs.
Im Jahr 2001 wurde die Strecke mit regionalen Fördermitteln als Industrieanschlussgleis wiederhergestellt, aber nie wieder in Betrieb genommen.

### Heutiger Zustand
Die Strecke ist nicht mehr an die Hauptstrecke Udine–Tarvis angebunden, da einige Dutzend Meter Gleis und die Weichen im Bahnhof Carnia entfernt wurden; im Übrigen ist die Strecke bis zum ehemaligen Haltepunkt Amaro (dessen Gebäude abgerissen wurde) befahrbar und theoretisch nutzbar, während der zweite Teil der Strecke bis Tolmezzo Zona Industriale Wartung und Entbuschung benötigt. Das alte Empfangsgebäude des Bahnhofs Tolmezzo wird als Sitz einiger Büros der Gemeinde genutzt und ist aufgrund der vorübergehenden Nutzung der alten Trasse als Grünfläche nicht mehr an die Gleise angebunden; eine eventuelle Wiederverlegung der Gleise auf einer Länge von etwa 500 Metern auf dem ursprünglichen Bahnkörper wäre erforderlich, um den Bahnhof wieder an die Eisenbahnstrecke anzuschließen. Der Abschnitt hinter Tolmezzo ist dagegen vollständig abgebaut, obwohl die Trasse dank des noch sichtbaren Schotterbetts in mehreren Abschnitten erkennbar ist; auch die Brücken und andere Kunstbauten sind in gutem Zustand. Das Empfangsgebäude des stillgelegten Bahnhofs Villa Santina ist gut erhalten, während das von Caneva di Tolmezzo abgerissen wurde.

## Fahrplan

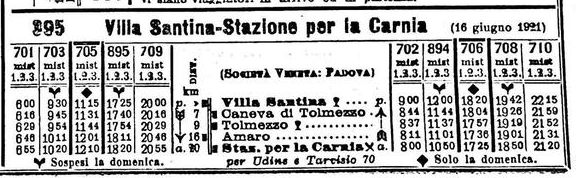
Fahrplanbild aus dem Jahr 1921

Im italienischen Kursbuch von 1921 scheinen fünf gemischte Zugpaare auf. Am Sonntag verkehrten drei Zugpaare.
Sie benötigten für die Strecke etwa 60 Minuten bergwärts und etwa 55 Minuten talwärts.

## Angedachte touristische Nutzung
Bereits in den frühen 2000er Jahren war angedacht worden, die Bahnstrecke touristisch zu nützen. Damals wurden von lokalen Aktivisten ein historischer Dieseltriebwagen sowie zwei Flachdachzweiachser mit hölzernem Wagenkasten beschafft.
Im Rahmen des Projektes InterReg V-A Italia-Austria 2014–2020 HEurOpen „Ferrobike involves the people“ wurde untersucht, wie die Erinnerung an drei Bahnstrecken im Projektraum, darunter der Bahnstrecke Carnia–Villa Santina, wachgehalten werden kann und ob es möglich ist, die vorhandene Strecke touristisch zu nutzen. Nach Abschluss des Projektes wurde noch kein Bericht veröffentlicht.

## Fahrzeuge

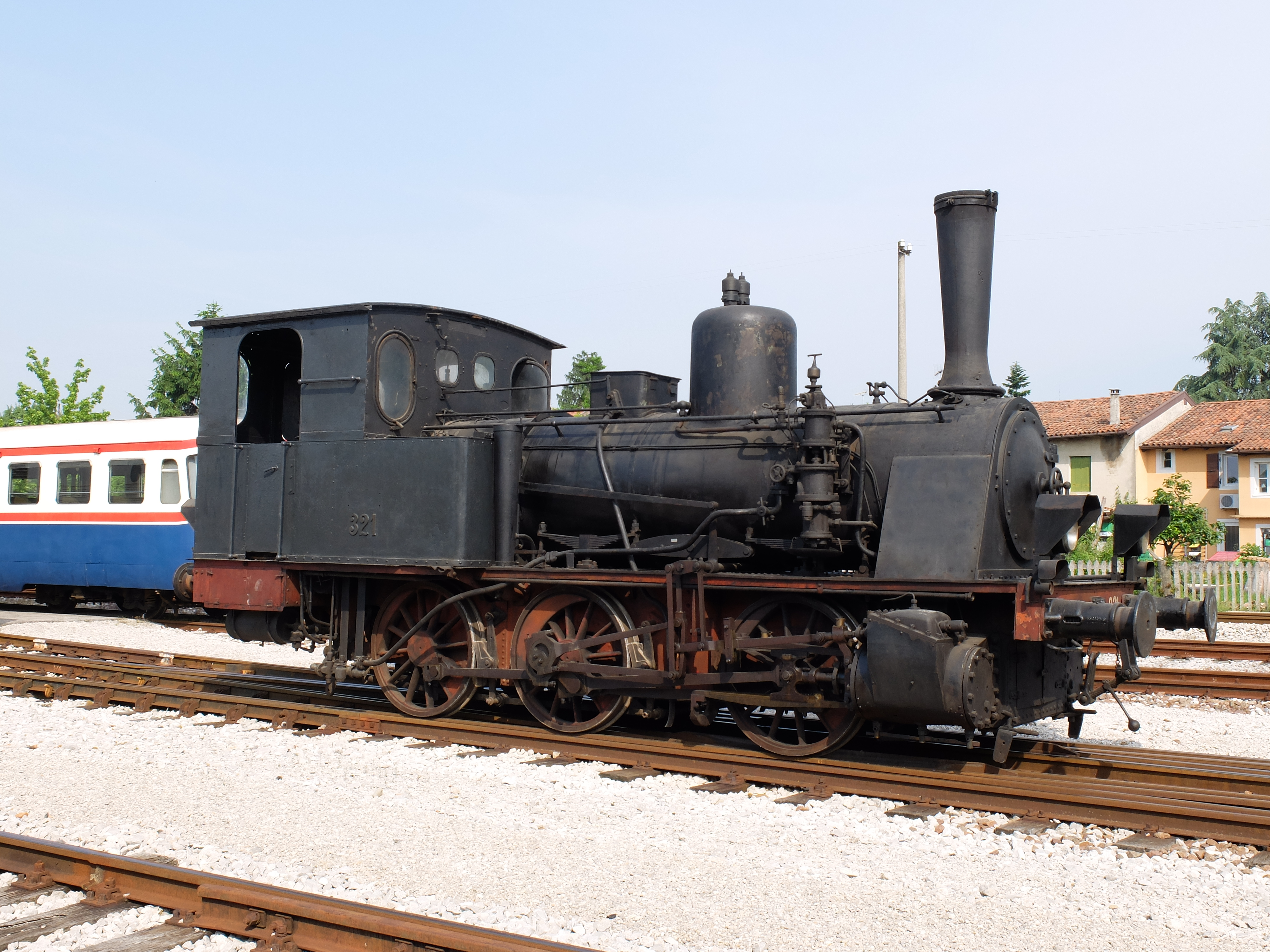
SV 321 in Udine

Für den Betrieb wurden unter anderem Nachbauten der preußischen T3 verwendet. Die Lokomotive SV 321, Henschel und Sohn 7587/1906, war bis 1968 auf der Strecke im Einsatz. Diese Einsätzen zählten zu den letzten Streckeneinsätzen dieser Baureihe europaweit. Die Lokomotive befindet sich heute als Leihgabe an den Verein Vecchi Binari F.V.G. in Udine.
Die für einen touristischen Betrieb vorgesehen gewesenen Flachdachzweiachser befinden sich nun im Militärmuseum Museo delle Forze Armate 1914-1945 in Montecchio Maggiore (VI).

## Erinnerungskultur

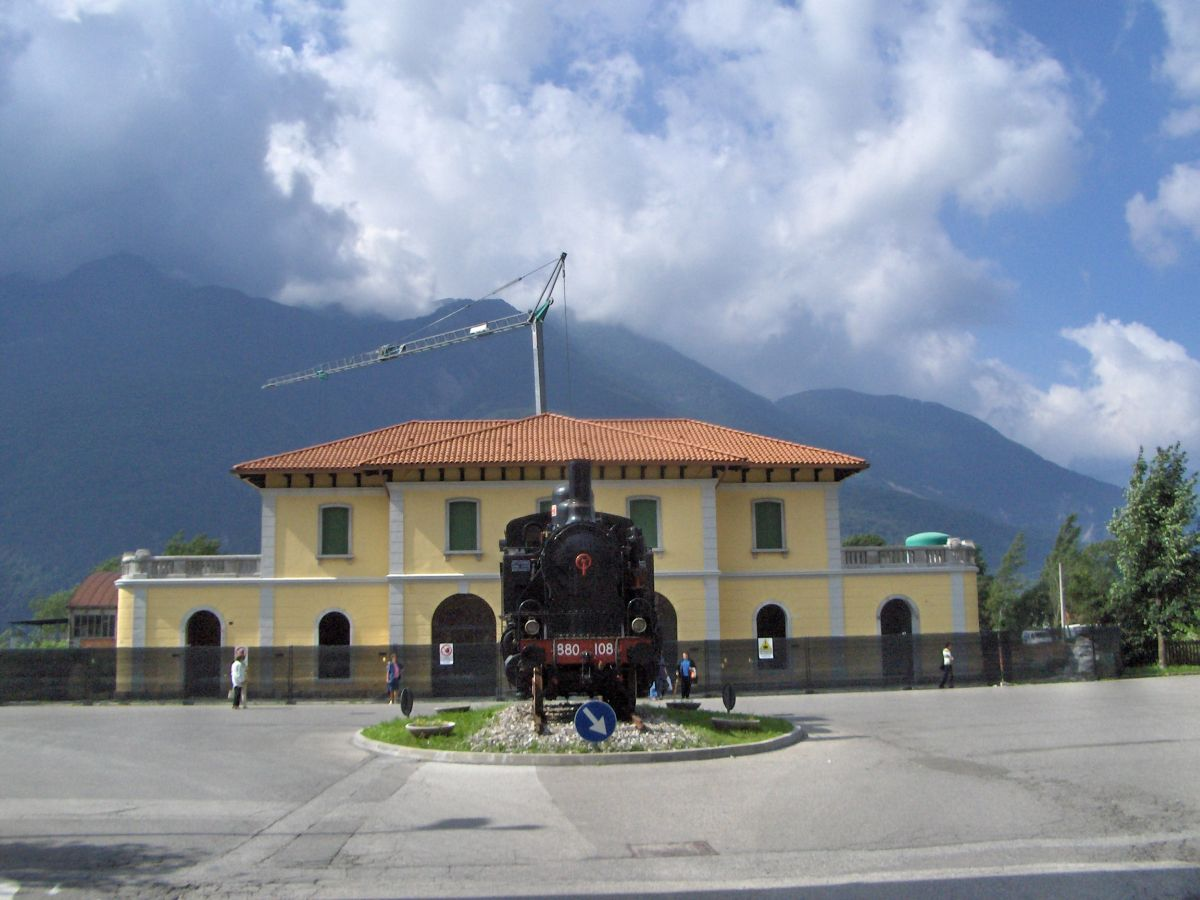
FS 880.108 vor dem Empfangsgebäude des Bahnhofs Villa Santina

Vor dem Bahnhof von Villa Santina steht die Lokomotive FS 880.108 als Denkmal aufgestellt.
Im Dezember 2020 wurde bekannt, dass das Ministero per i Beni e le attività Culturali (MiBaC, italienisches Kulturministerium) den Abschnitt von Carnia bis Tolmezzo unter Denkmalschutz gestellt hatte.